# Acquainted
«Acquainted» (с англ. — «Знакомы») — песня канадского певца и автора песен The Weeknd, записанная для его второго студийного альбома Beauty Behind the Madness (2015). Трек был отправлен на станции urban contemporary 17 ноября 2015 года лейблами XO и Republic Records, став пятым и последним синглом альбома, а также выпущен на rhythmic contemporary 16 февраля 2016 года. Он должен был выйти на радио Contemporary hit radio 12 апреля 2016 года, хотя его выпуск на этих станциях не состоялся. Песня была хорошо принята музыкальными критиками после её выхода, её похвалили за постановку, запоминающуюся мелодию и вокал The Weeknd.

## История
Рабочая версия песни, называемая «Girls Born in the 90s», просочилась в мае 2015 года, прежде чем была сильно переработана перед её выпуском на альбоме.

## Видео
Сообщается, что режиссёром музыкального клипа был Набиль Элдеркин. Производство началось 9 февраля 2016 года. По состоянию на июнь 2018 года видео остается неизданным, не сообщается, был ли проект отменен или нет.
Однако, в феврале 2023 года вышло музыкальное видео песни с участием Weeknd и Monic Perez.

## Чарты
| Чарт(2015–16)                         | Высшая позиция |
| ------------------------------------- | -------------- |
| Australia (ARIA)                      | 96             |
| Канада (Billboard Canadian Hot 100)   | 79             |
| Великобритания (OCC UK Singles)       | 90             |
| США (Billboard Hot 100)               | 60             |
| США (Billboard Hot R&B/Hip-Hop Songs) | 21             |
| США (Billboard Rhythmic)              | 12             |

| Чарт(2015)                   | Позиция |
| ---------------------------- | ------- |
| US Hot R&B Songs (Billboard) | 31      |

| Chart (2016)                         | Position |
| ------------------------------------ | -------- |
| US Hot R&B/Hip-Hop Songs (Billboard) | 81       |

## Сертификации
| Регион                                                                      | Сертификация  | Продажи   |
| --------------------------------------------------------------------------- | ------------- | --------- |
| Канада (Music Canada)                                                       | Платиновый    | 80 000    |
| Великобритания (BPI)                                                        | Серебряный    | 200 000   |
| США (RIAA)                                                                  | 3× Платиновый | 3 000 000 |
| Данные о продажах + прослушиваниях приведены только на основе сертификации. |               |           |